# Распределённый Ruby
Распределённый Ruby (от англ. Distributed Ruby) или DRb — протокол и одноимённая библиотека из состава стандартной библиотеки Ruby, который позволяет программам, написанным на языке Ruby, взаимодействовать друг с другом в пределах одной машины или по сети. DRb использует механизм вызова удалённого метода (RMI) для передачи команд и данных между процессами.

## Дополнительные источники
- Введение в Распределённый Ruby (DRb)
- Документация по DRb